# Carlos Martínez de Irujo
Carlos Fernando Martínez de Irujo y McKean Tacón y Armitage, markgraaf van  Casa - Irujo, hertog van Sotomayor (Washington D.C., 14 december 1802 - Madrid, 26 december 1855) was een Spaans diplomaat, politicus en eerste minister.

## Levensloop
Hij was de zoon van de Spaanse staatsminister Carlos Martínez de Irujo y Tacón die in de periode rond zijn periode ambassadeur in Washington D.C. was. Zijn moeder, Sally McKean, was de dochter van een van de grondvaders van de Verenigde Staten, Thomas McKean.
Hij begon zijn politieke loopbaan op 22 september 1837 toen hij als lid van de Partido Moderado verkozen werd in het Congreso de los Diputados. In februari 1841 werd hij niet herkozen, maar van 15 september 1843 tot 1846 was hij opnieuw afgevaardigde.
Tussen 1843 en 1848 was hij tevens de president van het Casino van Madrid. Op 15 augustus 1845 werd hij benoemd tot senator voor het leven. Op 28 januari 1847 werd hij eerste minister en tegelijkertijd minister van Buitenlandse Zaken. Zijn regering werd op 28 maart 1847 echter ten val gebracht door medestanders van generaal Francisco Serrano y Domínguez.
Op 23 oktober 1847 werd hij minister van Buitenlandse Zaken in de regering van Ramón María Narváez en bleef dit tot op 29 juli 1848. Van 1850 tot 1851 was hij tevens ambassadeur in Parijs. Nadat Juan Bravo Murillo eerste minister werd, nam hij ontslag als ambassadeur.
Wegens zijn politieke verdienste werd hij meermaals geëerd. Hij kreeg onder andere het grootkruis van de Orde van de Toren en het Zwaard en was ridder in de Orde van Karel III.
- Biblioteca Nacional de España: XX1620789
- Gemeinsame Normdatei: 1047364638
- Library of Congress Control Number: n88256540
- Virtual International Authority File: 77884085
- WorldCat: E39PCjqD4VHBYbtP9fpCq8qt4y